# مارين ليوبيسيتش
مارين ليوبيسيتش (بالكرواتية: Marin Ljubičić) هو لاعب كرة قدم كرواتي في مركز الوسط، ولد في 15 يونيو 1988 في ميتكوفيتش في كرواتيا. لعب مع نادي تافريا سيمفروبول ونادي داك 1904 دونيسكا ستريدا وهايدوك سبليت.

## وصلات خارجية
- مارين ليوبيسيتش على موقع الاتحاد الأوربي (الإنجليزية)
- مارين ليوبيسيتش على موقع اتحاد كرواتيا (الكرواتية)
- مارين ليوبيسيتش على موقع اتحاد أوكرانيا (الإنجليزية)
- مارين ليوبيسيتش على موقع قاعدة بيانات كرة القدم.إي يو (الإنجليزية)
- مارين ليوبيسيتش على موقع Soccerway.com (الإنجليزية)
- مارين ليوبيسيتش على موقع عالم كرة القدم.نت (الإنجليزية)